# Salvia dolomitica
Salvia dolomitica es un arbusto perennifolio de la familia de las lamiáceas. Es originaria del nordeste de la provincia de Transvaal en Sudáfrica, por lo general crece a 900-1500 m de altitud. 

## Descripción
Profusamente cubierto con hojas grises, crece hasta un tamaño de 2 m de altura y ancho en el medio natural, con flores de color lila pálido.

## Taxonomía
Salvia dolomitica fue descrita por Leslie Edward Wostall Codd y publicado en Labiatarum Genera et Species 302–303. 1833.